# Pork-knocker
 (septembre 2023).
Le mot « pork-knocker » désigne un prospecteur guyanien d'or et de diamants, travaillant dans les plaines alluviales de l'intérieur du Guyana. Les pork-knockers sont à l'origine de la découverte de grands gisements d'or et de diamants. Le terme de « pork-knockers » fait référence à leur alimentation habituelle de cochon sauvage. L'auteur caribéen A. R. F. Webber suggère que le terme pourrait provenir de « heurtoir de tonneau de porc ».

## Histoire
Les petites exploitations d'or des afro-guyaniens sont un moyen pour les populations locales de faire face au chômage et d'éviter le travail agricole conflictuel[pas clair]. L'exploitation minière reste traditionnelle pour les afro-guyaniens jusqu'au XXe siècle.
En 1921, on[Qui ?] observe que la plupart des pork-knockers de cette période sont des descendants d'africains et travaillent seul ou en petits groupes.
Les pork-knockers peuvent travailler à proximité les uns des autres, ce qui provoque des conflits pouvant conduire à des actes de violence, au cours desquels les morts ne sont pas rares. 
Les conditions de travail sont elles aussi dangereuses ; des mineurs peuvent être écrasés sous des arbres ou des rochers, ensevelis sous terre.
L'éloignement des zones peuplées et les espaces sauvages sont un défi pour recevoir des soins médicaux en cas d'urgence.

## Culture et conflit
La réussite demande un déploiement de générosité, donnant au mineur un prestige social et la possibilité d'injecter de l'argent dans l'économie. L'égoïsme est associé à la méfiance, et peut porter préjudice à l'accès aux crédits. La croyance populaire veut que lorsqu'un mineur est avare, la terre le privera lui-même de ressources.
La présence de pork-knockers au Guyana bouleverse le mode de vie des autochtones. Le peuple Akawaio fait face à des contentieux territoriaux avec les pork-knockers et est affecté par une hausse du coût de la vie. L'anthropologiste Audrey Butt Colson remarque que l'exploitation minière mène à l'effondrement de l'économie de subsistance. Elle écrit que le village minier de Kamarang, connu comme la « Red Light City » est l'archétype du syndrome du pork-knocker, attaché à la boisson, le jeu, le sexe et la violence.
L'exploitation minière est aussi pratiquée par les autochtones, mais ils ont un mécanisme social différent en créant une distinction de ceux qui viennent de la côte du Guyana (appelé « coastlanders »). L'exploitation minière de l'arrière-pays apporte un complément à l'agriculture, les recettes étant consacrées à la consommation des ménages.

## Culture populaire
Des chansons populaires sont influencées par les pork-knockers, et aborde le plus souvent les dangers de l'extraction minière et l'espoir de trouver de l'or. En 1996, le dramaturge Harold Bascom remporte le Guyana Prize pour Makantali, inspiré par la chanson du même nom.
Beaucoup d'histoire guyaniennes mentionnent des pork-knockers qui ont fait fortune et dont l'histoire se termine de manière tragique ou comique. Ainsi, l'auteur Jan Carew écrit en 1958 le roman Black Midas, racontant l'histoire d'un garçon quittant son village côtier pour devenir pork-knocker. Sheik Sadeek, un romancier et dramaturge, écrit des histoires sur la classe ouvrière de l'ère coloniale du Guyana et utilise souvent les pork-knockers comme sujet de ses ouvrages, parmi lesquels la pièce de théâtre Porkknockers.
En 2010, l'artiste guyanien Barrington Braithwaite publie une bande dessinée illustrant l'histoire des  pork-knockers en collaboration avec la Commission de géologie et des Mines du Guyana. Un autre roman graphique de Braithwaite, Mighty Itanamie, est une fiction surnaturelle basée sur des légendes de heurtoirs de pork-knocker.